# Coopernookia scabridiuscula
Coopernookia scabridiuscula är en tvåhjärtbladig växtart som beskrevs av R.C. Carolin. Coopernookia scabridiuscula ingår i släktet Coopernookia, och familjen Goodeniaceae. Inga underarter finns listade i Catalogue of Life.